# Thomas C. Mann

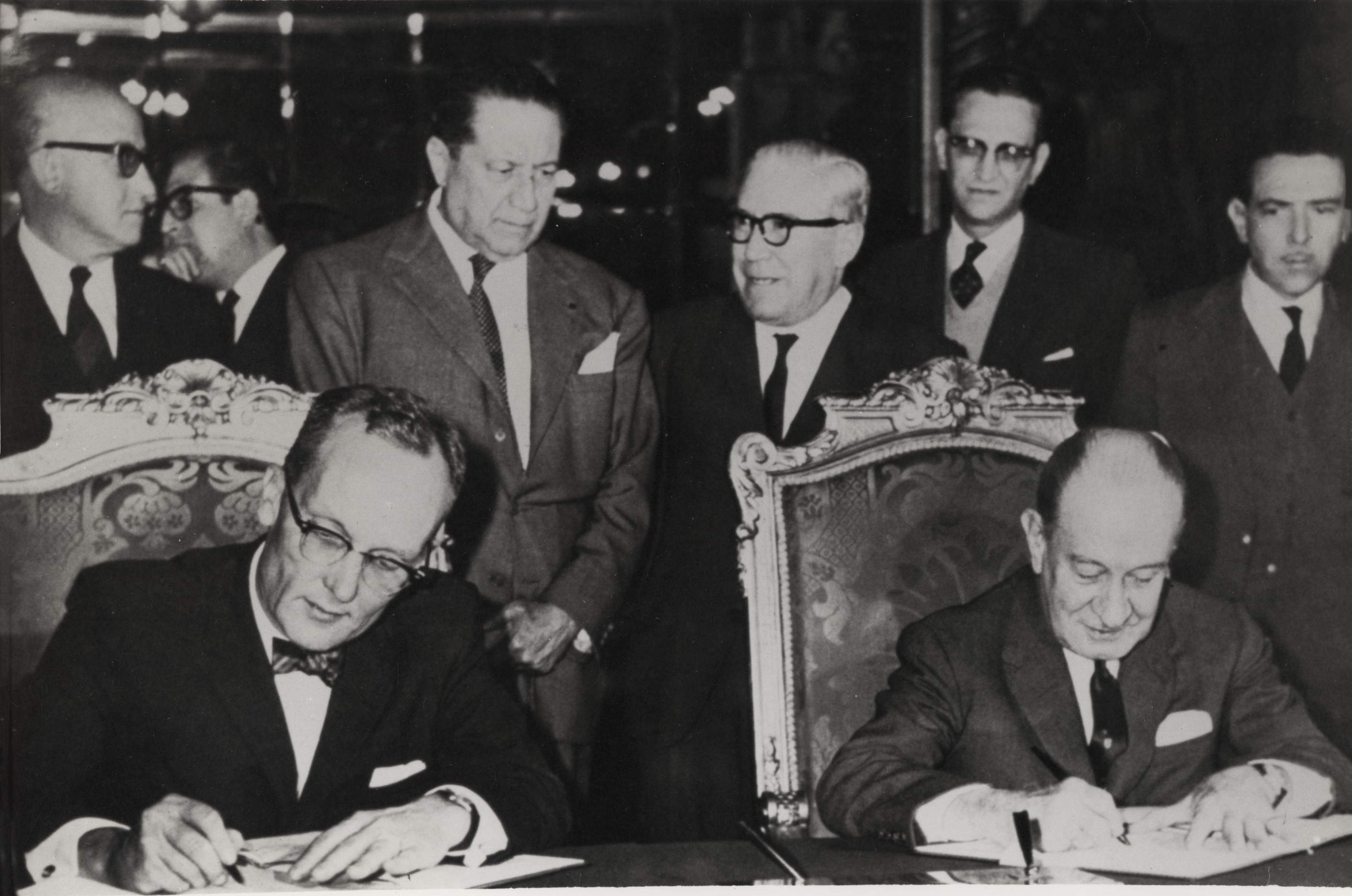
Thomas C. Mann (links) bei der Unterzeichnung des Chamizal-Abkommens mit dem Außenminister Mexikos, Manuel Tello Baurraud, am 29. August 1963

Thomas Clifton Mann (* 11. November 1912 in Laredo, Texas; † 23. Januar 1999 in Austin, Texas) war ein US-amerikanischer Diplomat, der unter anderem Botschafter in El Salvador und Mexiko sowie als Unterstaatssekretär für Wirtschaft, Unternehmen und Landwirtschaftsangelegenheiten (United States Under Secretary of State for Economic, Business, and Agricultural Affairs) einen der höchsten Posten im US-Außenministerium bekleidete.

## Leben

### Studium, Rechtsanwalt und Diplomat
Mann, Sohn eines Rechtsanwalts, absolvierte nach dem Schulbesuch zunächst ein grundständiges Studium an der Baylor University, das er mit einem Bachelor of Arts (B.A.) abschloss. Ein dort anschließendes Studium der Rechtswissenschaften beendete er 1934 mit einem Bachelor of Laws (LL.B.). Nach seiner darauf folgenden anwaltlichen Zulassung war er zunächst als Rechtsanwalt in Texas tätig und erhielt später auch eine Zulassung als Anwalt am Obersten Gerichtshof der USA.
Während des Zweiten Weltkrieges begann er seine Laufbahn im auswärtigen Dienst als er 1942 Sonderassistent an der Botschaft in Uruguay wurde. Anschließend war er von 1944 bis 1945 Assistent des Referatsleiters für Welthandelsinformationen und dann zwischen 1945 und 1946 Assistent des Referatsleiters für Wirtschaftssicherheitskontrolle, ehe er von 1946 bis 1947 Leiter des Referats für Angelegenheiten des Río de la Plata.
Nachdem Mann zwischen 1947 und 1949 Zweiter Sekretär an der Botschaft in Venezuela war, wurde er Stellvertreter des Assistant Secretary of State für Mittelamerika im Außenministerium und bekleidete diese Funktion bis 1953. Danach fungierte er als Botschaftsrat an der Botschaft in Griechenland sowie von 1954 bis 1955 als Ständiger Vertreter des Botschafters in Guatemala.

### Botschafter und Aufstieg zum Under Secretary of State
Am 24. November 1955 wurde Mann Nachfolger von Robert C. Hill als Botschafter in El Salvador und bekleidete diese Funktion bis zum 24. September 1957. Sein Nachfolger wurde später Thorsten V. Kalijarvi. Er selbst übernahm zunächst die Funktion als Assistant Secretary of State für Wirtschaftsangelegenheiten sowie anschließend am 28. August 1960 als Nachfolger von Roy Richard Rubottom, Jr. das Amt des Assistant Secretary of State für interamerikanische Angelegenheiten (Assistant Secretary of State for Inter-American Affairs). Nach knapp achtmonatiger Tätigkeit wurde er am 8. Mai 1961 als Nachfolger von Robert C. Hill Liste der Botschafter der Vereinigten Staaten in MexikoBotschafter in Mexiko, während ihm Robert F. Woodward als Assistant Secretary of State folgte. Grund für seine Entlassung war seine Kritik an der Invasion in der Schweinebucht am 17. April 1961, die er Unsinn hielt.
Am 3. Januar 1964 kehrte Mann ist Außenministerium zurück und übernahm von Edwin M. Martin erneut die Funktion als Assistant Secretary of State für interamerikanische Angelegenheiten, während Fulton Freeman neuer Botschafter in Mexiko wurde. Seine Ernennung, die erste die US-Präsident Lyndon B. Johnson nach dem Attentat auf John F. Kennedy vorgenommen hatte, wurde als Zeichen für eine stärkere diplomatische Ausrichtung auf Lateinamerika angesehen. Gleichzeitig fungierte er als Sonderberater des neuen Präsidenten Johnson.
In der Folgezeit spielte Mann eine wichtige Rolle in der Außenpolitik in Lateinamerika wie zum Beispiel 1964 bei der Unterstützung von Eduardo Frei Montalva gegen den Sozialisten Salvador Allende bei der Wahl zum Präsidenten von Chile. Ebenfalls 1964 unterstützte er Offiziere, nachdem diese den Präsidenten von Brasilien, João Goulart, gestürzt hatten, den er für „einen ungeschickten, leicht durch linke Berater und Kumpane zu beeinflussenden Präsidenten hielt“ (‚an inept President, easily influenced by leftist advisers and cronies‘). 1965 entsendete Präsident Johnson auf Drängen Manns 22.800 Soldaten in die Dominikanische Republik, um eine von den USA als kommunistische Bedrohung zu beenden. Dies für zu Opposition im US-Kongress und letztlich zur Entlassung Manns auf seinem Posten als Assistant Secretary of State für interamerikanische Angelegenheiten.
Zuletzt wurde er am 18. März 1965 Unterstaatssekretär für Wirtschaft, Unternehmen und Landwirtschaftsangelegenheiten (Under Secretary of State for Economic, Business, and Agricultural Affairs) und bekleidete als solcher bis zum 31. Mai 1966 einen der höchsten Funktionen im Außenministerium.
Nach seinem Ausscheiden aus dem auswärtigen Dienst war Mann zwischen 1966 und 1967 für ein Jahr als Gelehrter an der Paul H. Nitze School of Advanced International Studies tätig, ehe er von 1967 bis 1971 Präsident der Vereinigung der Automobilhersteller (Automobile Manufacturers Association) war.